# Dry sex
Le dry sex ou lap dance est le nom donné à une pratique contemporaine de danse populaire américaine. Elle est souvent pratiquée dans les clubs de strip tease aux États-Unis ou Porto Rico. Elle consiste à simuler le coït au rythme de la musique, généralement du hip-hop ou du R'n'B.